# 沙托劳尔尧乌伊海伊区
沙托劳尔尧乌伊海伊区（匈牙利語：Sátoraljaújhelyi járás），是匈牙利包尔绍德-奥包乌伊-曾普伦州的一个区，总面积	321.38平方公里，总人口23,058人（2011年），人口密度72人/平方公里。中心城市为沙托勞爾堯烏伊海伊。

## 市镇
沙托劳尔尧乌伊海伊区包含两个城镇和19个村庄。